# Edi Ziegler
Edi Ziegler (n. 25 februarie 1930, Schweinfurt, Bavaria, Germania – d. 20 martie 2020, München, Germania) a fost un ciclist german, medaliat olimpic. A participat la o ediție a Jocurilor Olimpice (1952) în care a câștigat o medalie de bronz.

## Participări
Lista de mai jos prezintă principalele competiții la care a participat Edi Ziegler de-a lungul carierei.
- pyöräily kesäolympialaisissa 1952 – miesten maantieajo[*]